# Црква Светих апостола Андроника и Јуније (Печуј)
Црква Светих апостола Андроника и Јуније је један од православних храмова Српске православне цркве у Печују (мађ. Pécs). Капела припада Будимској епархији Српске православне цркве.
Црква је посвећена светим апостолима Андронику и Јунију.

## Историјат
Догађаји током Ракоцијеве буне су променили живот Српског народа који је живео у Печују. Напутили су град, али крајем 19. века се почињу поново досељавати, али њихов број није био велик. Идеја о оснивању црквене општине и о подизању храма јавља се већ почетком 20. века. Тек 1939. године долази до оснивања српске православне црквене општине и до уређања Капеле Симеона Столпника. Од тог времена па све до 2015. године капела је окупљала све православне у Печују. 
Нова рано-хришћанска црква, саграђена по узору на Еуфразијеву базилику из Пореча у Истри, сагтрађена је 2015. године за време Епископа Будимског Г. Господина Лукијана. Чин освећења извршио је 3. маја 2015 године Архиепископ пећки Митрополит београдско-карловачки и Патријарх Српски Г. Господин Иринеј.
Црква Светих апостола Андроника и Јуније у Печују је парохија Архијерејског намесништва мохачког чији је Архијерејски намесник Јереј Зоран Живић. Администратор парохије је протођакон Андраш Штријк.